# Organització territorial de Mèxic
Els Estats Units Mexicans conformen una federació integrada per trenta-un estats sobirans i autònoms i un districte federal. Els estats conformen una federació o Unió que tradicionalment ha exercit jurisdicció exclusiva sobre el Districte Federal, un territori especial que pertany a tota la federació i n'és la capital. No obstant això, des de 1997, atès la grandària de la població del Districte Federal, aquesta entitat ha rebut major autonomia, i els residents poden elegir un cap de govern i els representants d'una assemblea legislativa local. Els estats de Mèxic i el Districte Federal de manera conjunta es coneixen com a entitats federals o entitats federatives.

## De les parts que integren la federació: les entitats federatives

### Estats
Els estats de la federació mexicana són lliures, autònoms, sobirans i independents els uns dels altres; tenen la llibertat de governar-se segons les seves pròpies lleis, i tenen una constitució pròpia, que no ha de contradir la Constitució Federal que només abasta temes de competència federal. Els estats no poden realitzar aliances amb altres estats ni amb altra nació independent, sense el permís de tota la federació. Cap estat ni la seva legislatura tampoc no pot declarar la guerra a una nació estrangera—prerrogativa del Congrés de la Unió—llevat que un estat sigui envaït i no pugui esperar a una declaració federal per a defensar el seu territori.
Cada estat està governat per una separació de poders: el poder legislatiu està representat per un congrés unicameral estatal, el poder executiu està presidit per un governador electe per vot popular, i el poder judicial està representat per un Tribunal de Justícia Superior. Atès que els estats tenen autonomia legal, cada estat té els seus propis codis civil i penal, i un cos judicial.
En la federació, els estats són representats per tres senadors mitjançant l'escrutini uninominal majoritari: s'assignen dos escons per estat al partit que hi hagi obtingut la majoria relativa en les eleccions, un altre s'assigna al partit que n'hagi obtingut la primera minoria —és a dir la segona posició. El senadors dels estats i del Districte Federal ensems, electes d'aquesta manera són 96. A més a més, hi ha 32 senadors electes per representació proporcional amb llistes de partit obertes en què la nació sencera conforma una sola circumscripció. Els diputats, per contra, no representen als estats sinó als ciutadans de manera directa, en la Cambra de Diputats. El Senat i la Cambra de Diputats conformen el Congrés de la Unió.
Els estats de la federació mexicana són:
| - Aguascalientes - Baja California - Baja California Sur - Campeche - Chiapas - Chihuahua - Coahuila - Colima | - Durango - Guanajuato - Guerrero - Hidalgo - Jalisco - Mèxic - Michoacán - Morelos | - Nayarit - Nuevo León - Oaxaca - Puebla - Querétaro - Quintana Roo - San Luis Potosí - Sinaloa | - Sonora - Tabasco - Tamaulipas - Tlaxcala - Veracruz - Yucatán - Zacatecas - Districte Federal |

### Organització interna dels estats: els municipis
Els estats, al seu torn, són dividits en municipis que poden abastar una o més ciutats i són la divisió administrativa autònoma més petita del país. Els municipis gaudeixen d'autonomia per a la gestió de llurs activitats i són responsables de la provisió de tots els serveis públics que requereixi la seva població. Aquest concepte va sorgir arran de la Revolució Mexicana i es coneix com a municipi lliure. L'ajuntament del municipi és encapçalat per un president municipal, elegit cada tres anys i sense possibilitat de reelecció immediata, i un grup de síndics. En total, a Mèxic, hi ha 2.438 municipis; l'estat amb el major nombre de municipis és Oaxaca que en té 570; i l'estat amb el menor nombre de municipis és Baixa Califòrnia, amb només 5.
L'organització interna dels municipis varia segons el que estableix la constitució de cada estat. Si el municipi abasta grans porcions de territori on es troben diverses poblacions separades, una població es converteix en la "capçalera municipal" (cabecera municipal en castellà), seu de l'ajuntament, mentre que les altres poblacions elegeixen una "presidència auxiliar" amb representants locals. Altres municipis, per contra, especialment els municipis metropolitans, se subdivideixen en "delegacions" o "districtes" (que no s'han de confondre amb el concepte de "Districte Federal" ni amb les subdivisions internes d'aquest que també es coneixen com a "delegacions"). Les delegacions d'aquests municipis no són entitats autònomes i llurs funcions són merament administratives dels serveis públics.

### El Districte Federal
Article principal: la ciutat de Mèxic

#### Constitució política
Segons l'article 44 de la Constitució mexicana, la ciutat de Mèxic és el Districte federal; és a dir, la ciutat és coextensiva amb el Districte federal, el qual és la seu dels poders de la Unió i alhora capital dels Estats Units Mexicans. Si els poders de la Unió es traslladessin a una altra ciutat, la ciutat perdrà el seu estatus com a districte de la federació i es transformarà en un estat (anomenat "Estat de la Vall de Mèxic") amb els límits i la nova extensió que el Congrés de la Unió determini. Amb una població de 8,5 milions, la ciutat de Mèxic és la ciutat més poblada del país i, en ser coextensiva amb el Districte Federal, és la segona entitat federativa més poblada de Mèxic, després de l'estat de Mèxic. (L'àrea metropolitana de la ciutat de Mèxic, però, inclou diversos altres municipis amb una població superior als 21 milions d'habitants).
Com a capital de la federació, els poders federals administraven directament el Districte federal; el president de Mèxic designava el cap de govern. No obstant això, atès la grandària de la població de l'entitat, i la demanda de més autonomia per part dels ciutadans, des de 1997, els residents de la capital poden elegir directament el cap de govern i els representants d'un cos legislatiu unicameral, l'Assemblea Legislativa. El Districte federal no té cap constitució sinó només un Estatut de govern.
Al Congrés de la Unió, el Districte federal és representant com qualsevol estat de la federació, per tres senadors: dos senadors electes per majoria relativa i un d'altre assignat a la primera minoria.

#### Organització interna del Districte Federal: les delegacions
Article principal: Delegacions del Districte Federal
El Districte Federal se subdivideix, per a propòsits merament administratius, en 16 delegacions o subdistrictes. Encara que no són completament equivalents al concepte de municipi (o municipi lliure), les 16 delegacions des del 2000 han rebut major autonomia per a llur gestió interna i els residents n'elegeixen el cap de delegació (cap de govern) per sufragi universal. Atès que la ciutat de Mèxic s'organitza com a districte federal, alguns dels serveis públics, tanmateix, encara són gestionats pel Govern del Districte Federal i no pas per les delegacions mateixes.

## Autonomia dels pobles indígenes
L'article 2 de la Constitució mexicana reconeix la composició pluricultural de la Nació, fonamentada en els pobles indígenes, i els atorga el dret a la lliure determinació. Alguns dels drets que gaudeixen són: 
- dret a decidir les formes internes d'organització social, econòmica, política i cultural;
- dret a aplicar els seus propis sistemes normatius de regulació, sempre que es respectin els drets humans i els drets de les dones; i el
- dret a preservar i enriquir llurs llengües i cultura.

L'Estat, a més, es compromet a impulsar el desenvolupament econòmic i social de les comunitats indígenes i a afavorir l'educació bilingüe i intercultural. Segons la Llei de Drets Lingüístics, l'Estat reconeix 62 llengües indígenes com a "llengües nacionals" amb la mateixa validesa que el castellà als territoris on es parlin i poden sol·licitar documents oficials en llurs llengües.